# 王绶琯
王绶琯（1923年1月15日—2021年1月28日），男，福建福州人，中国天体物理学家，中国科学院院士，中国现代天体物理学的主要奠基者之一。曾任中国科学院北京天文台研究员、台长、名誉台长，中国科学院数学物理学部主任、中国天文学会理事长、国家科委天文学科组副组长等职。

## 生平
王绶琯早年求学于重庆市马尾海军学校。毕业后于1945年赴英国格林威治皇家海军学院留学，进修造船。1950年转攻天文，并以助理天文学家的身份在伦敦大学天文台从事研究工作。
1953年回国后，历任中国科学院紫金山天文台副研究员，上海徐家汇观象台授时工作主持人。1958年参加筹建北京天文台，历任北京天文台研究员、射电天文研究室主任、台长、名誉台长。他带领建造了太阳米波多天线干涉仪、分米波复合干涉仪，之后还研发成功综合孔径射电望远镜。1980年当选为中国科学院院士。2021年1月28日因病在北京逝世。

## 奖项和荣誉
王绶琯曾获得多项中国科学院一等科技成果奖和国家级科技成果奖。1993年10月11日，为表彰他为天文学研究所做的贡献，南京紫金山天文台把小行星3171命名为“王绶琯星”。